# هارفي هيلم
هارفي هيلم هو محامي وسياسي أمريكي، ولد في 2 ديسمبر 1865 في دانفيل في الولايات المتحدة، وتوفي في 3 مارس 1919. نشط حزبياً في الحزب الديمقراطي. وقد انتخب عضو مجلس النواب الأمريكي ‏.